# Szeto Daija
Szeto Daija (瀬戸 大也, Daiya Seto, Morojama, 1994. május 24. –) olimpiai bronzérmes, négyszeres világbajnok japán vegyes- és pillangóúszó.
A 2012-es rövid pályás úszó-világbajnokságon 400 méteres vegyesúszásban szerzett aranyérmet, amely címét 2014-ben és 2016-ban is megvédte. Ugyanezen a távon 2013-ban és 2016-ban 50 méteres medencében lett világbajnok. Ő lett az első ázsiai úszó aki vegyesúszásban világbajnoki címet szerzett, és ő a rövidpályás 400 méteres vegyesúszás világrekordere is.
Négyszeres Ázsia-játékok-győztes és kétszeres csendes-óceáni bajnok.

## Sportpályafutása
Ötéves korában kezdett úszni, egyetemi évei alatt a Vaszeda Tudományegyetem színeiben versenyzett. A 2012-es olimpiát ki kellett hagynia, miután a hazai válogatóversenyeken a 200 és 400 méteres vegyesúszás versenyein is csak a harmadik legjobb eredményt érte el. A 2012-es Világkupa-sorozatot a negyedik helyen zárta, összességében 97 ponttal. Első jelentősebb nemzetközi eredményét a 2012-es rövid pályás úszó-világbajnokságon érte el, ahol 400 méteres vegyesúszásban aranyérmet szerzett, Cseh Lászlót és Verrasztó Dávidot megelőzve. 3:59,15-ös ideje új Ázsia-rekordot jelentett.
A 2013-as úszó-világbajnokságon 400 méteres vegyesúszásban szerzett aranyérmet, ezúttal már 50 méteres medencében, az amerikai Chase Kaliszt megelőzve. 200 méteres vegyesúszásban hetedik helyen végzett.
A 2014-es csendes-óceáni úszóbajnokságon 200 méteres pillangóúszásban szerzett aranyérmet. A 2015-ös úszó-világbajnokságon 400 m vegyesúszásban megvédte két évvel korábban szerzett címét, 4:08,50-es időt úszva leőzte meg a második helyezett Verrasztó Dávidot.
A 2016-os riói olimpián 400 méteres vegyesúszásban 4:09,71-es időt úszva bronzérmet szerzett, 200 méteres pillangóúszásban pedig ötödik lett.
2018-ban újra aranyérmes lett 200 méteres pillangóúszásban a csendes-óceáni úszóbajnokságon és a SwimSwam magazin az év ázsiai úszójának választotta.
A dél-koreai Kvangdzsuban rendezett 2019-es úszó-világbajnokságon 200 m vegyesúszásban és 400 méteres vegyesúszásban is aranyérmet szerzett, előbbi versenytávon a svájci Jérémy Desplanchest, utóbbi távon pedig az amerikai Jay Litherlandet megelőzve. 200 méteres pillangóúszásban az új világrekordot úszó Milák Kristóf mögött ezüstérmes lett.

## Magánélete
Nős, egy lánya van.

## Egyéni legjobbjai
50 méteres medencében, 2019. július 29-én frissítve.
| Versenyszám    | Időeredmény | Világverseny           | Helyszín             | Dátum            | Megjegyzés |
| -------------- | ----------- | ---------------------- | -------------------- | ---------------- | ---------- |
| 200 m vegyes   | 1:56,14     | 2019-es világbajnokság | Kvangdzsu, Dél-Korea | 2019. július 25. |            |
| 400 m vegyes   | 4:07,95     | 2019-es Sette Colli    | Róma, Olaszország    | 2019. június 22. |            |
| 200 m pillangó | 1:53,86     | 2019-es világbajnokság | Kvangdzsu, Dél-Korea | 2019. július 24. |            |

25 méteres medence, 2018. december 11-én frissítve. 
| Versenyszám    | Időeredmény | Világverseny                       | Helyszín       | Dátum              | Megjegyzés   |
| -------------- | ----------- | ---------------------------------- | -------------- | ------------------ | ------------ |
| 400 m vegyes   | 3:56,33     | 2014-es rövidpályás világbajnokság | Doha, Katar    | 2014. december 4.  | Ázsia-rekord |
| 200 m pillangó | 1:48,24     | 2018-as rövidpályás világbajnokság | Csangcsu, Kína | 2018. december 11. | Világrekord  |